# 傑森·奧蘭奇

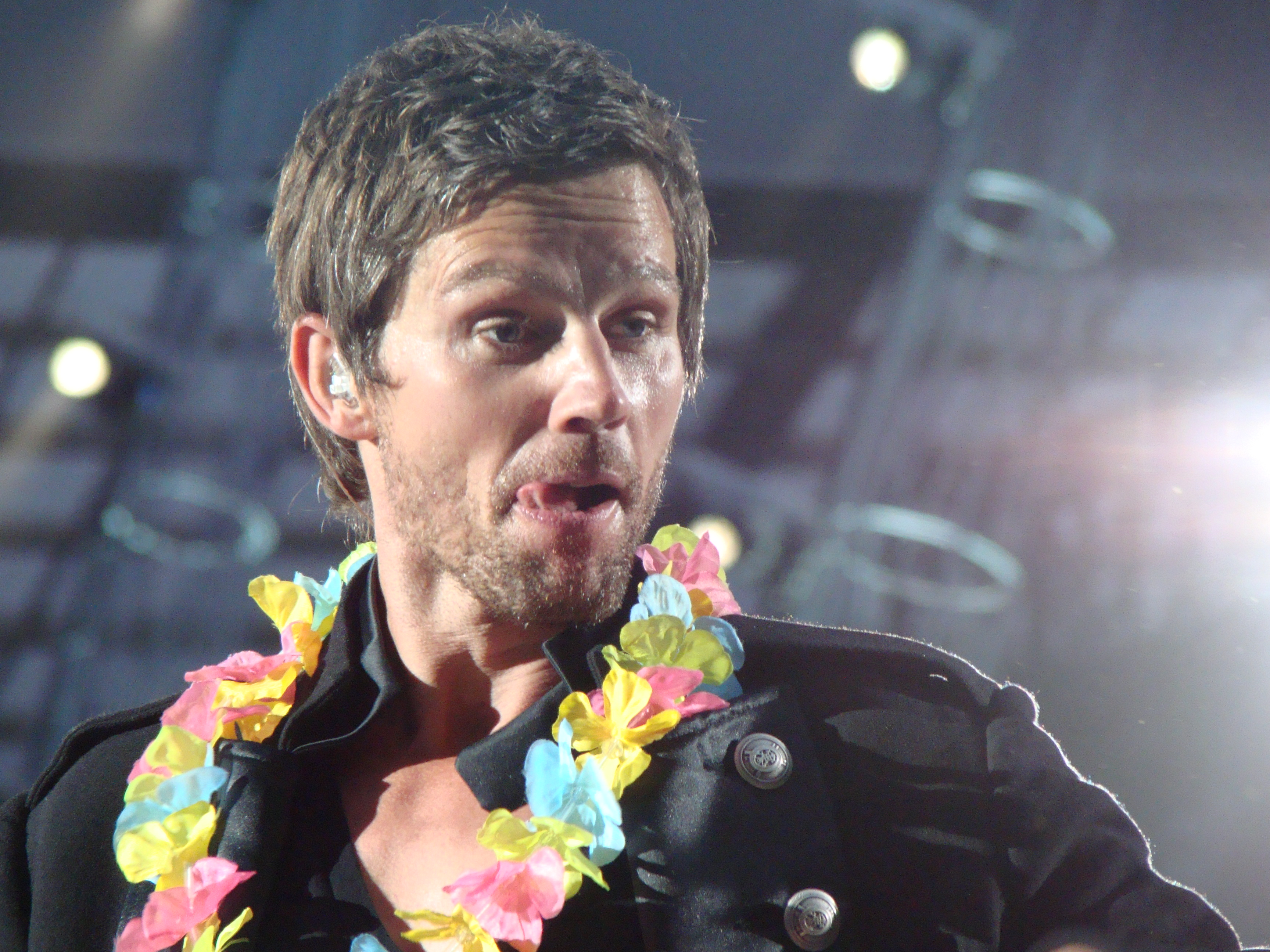
Jason Orange近照

傑森·奧蘭奇（英語：Jason Thomas Orange，1970年7月10日—）是英國的一位歌手、舞者、演員。他出生在曼徹斯特，是英國偶像團體接招合唱團的成員。他和霍華德唐納德都是接招中主要的舞者。他也擅長彈吉他。在接招解散後，他曾成為演員。接招重新結成之後，他再次成為接招的一員。他也是接招中唯一的一位從未結婚，也無子女的成員。